# Nemojov (tvrz)
Nemojov (též Blažkův zámek) je zaniklá tvrz v Pelhřimově v části Radňov. Od 31. prosince 1963 je tvrziště zapsáno v seznamu kulturních památek.

## Historie
Ves Nemojov se připomíná již roku 1203, tvrz samotná pak vznikla kdysi ve 14. století. Jméno Blažkův zámek tvrz dostala podle majitelů Blažků ze Skrýšova. O držitelích tvrze ovšem není nic známo. V sousedství tvrze vlastnil do roku 1494 Prokop Tluksa z Vokova a na Božejově mlýniště mezi radňovskými poli, jež tentýž rok prodal Pelhřimovu.
O tvrzi panuje pověst. Podle ní na tvrzi sídlil jistý Hlasivec, který měl bratra, jenž vládl na nedalekém Božejově. Mezi bratry panovalo nepřátelství, jednou však Hlasivec bratra na svou tvrz pozval a na oko se s ním smířil, načež mezi nimi zavládla svornost. Mezitím, co spolu bratři na tvrzi hodovali, nechal Hlasivec před tvrzí tajně zapálit hranici. Když už plameny osvěcovaly světnici, Hlasivec vykřikl a jeho bratr šel k oknu zjistit, co se děje. Této situace Hlasivec využil, přispěchal k oknu a svého bratra shodil do příkopu.

## Popis
Pozůstatky tvrze se nacházejí v lese poblíž Nemojovského rybníka. Na místě jsou zachované příkopy a valy obklopující jádro tvrziště, které mělo čtvercový půdorys o rozměrech 20×24 metrů. Val v určitých místech měří až 8 metrů, příkop dosahuje hloubky 4 metrů. Díky výzkumu z roku 2006 se v okolí tvrziště nalezly kusy keramiky a části z podkov, pocházející pravděpodobně ze 13. století. Dle místního vyprávění se v šíji na úpatí tvrziště skrývají jakési železné dveře, k nimž není možné se dostat, jelikož v šíji každé světlo zhasne.